# Naturschutzgebiet Hellgrund

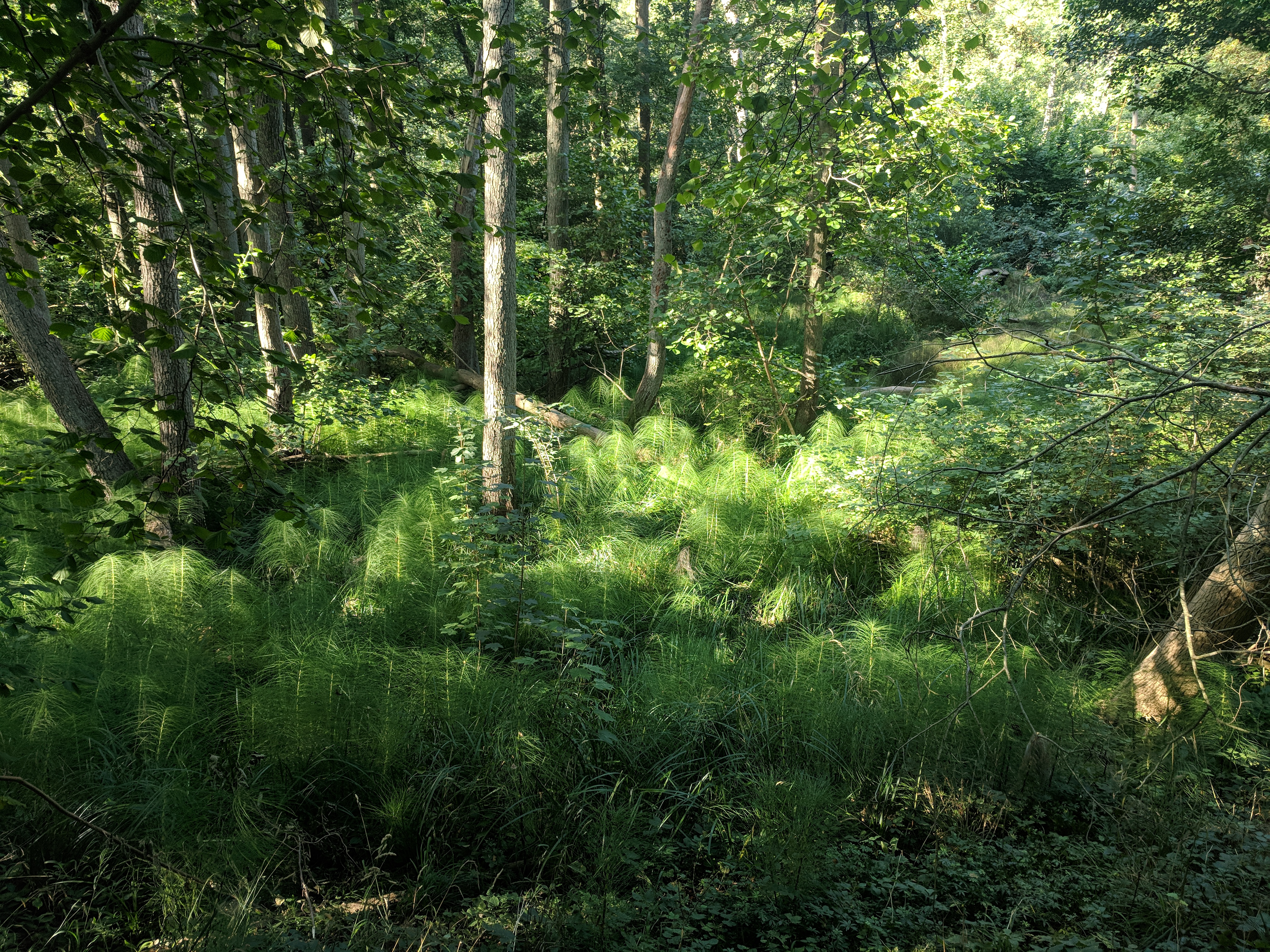
Riesenschachtelhalm im NSG Hellgrund

Koordinaten: 53° 39′ 2,5″ N, 12° 31′ 41,9″ O
Das Naturschutzgebiet Hellgrund ist ein 21 Hektar umfassendes Naturschutzgebiet in Mecklenburg-Vorpommern. Es liegt zwei Kilometer nordwestlich von Klocksin und ist Bestandteil des Naturparkes Mecklenburgische Schweiz und Kummerower See. Die Unterschutzstellung erfolgte am 13. Oktober 1939. Der Gebietszustand wird aufgrund der Ungestörtheit als gut angesehen. Die Schutzgebietsflächen können nicht betreten werden, jedoch gibt es Einsichtsmöglichkeiten vom ehemaligen Kleinbahndamm, der das Schutzgebiet nördlich streift.

## Geschichte und Wasserhaushalt
Der Hellgrund entstand als Erosionstal nach Ende der letzten Eiszeit. Die im Hellgrund seit Jahrtausenden entspringenden Quellen führten zur Ablagerung von bis zu sechs Meter mächtigen Torf- und Sandmudden. Der Eisengehalt des Wassers färbt die Bereiche der Sickerquellen rot, da Eisenocker ausfällt. Am Grund einiger Quellbäche setzen sich harte Kalksinterdecken ab. Die Quellbäche vereinen sich in der Mitte des Tales zum Hellbach, der in Richtung Norden aus dem Schutzgebiet abfließt und in die Westpeene mündet.
Die Nutzungsgeschichte im Gebiet lässt sich erstmals für das Jahr 1788 auf der Schmettauschen Karte belegen. Die Flächen wurden als Grünland genutzt, wobei am südöstlichen Talgrund Wald stockt. Anfang des 20. Jahrhunderts stellte sich die heutige Waldverteilung ein. Die östliche Talseite bewaldete, während die Grünlandbereiche sich auf die westliche Talseite beschränken. Aktuell sind auch diese Flächen bewaldet.

## Pflanzen- und Tierwelt
Große Teile der Schutzgebietsflächen bestockt Erlen-Eschen-Quellwald, der als Lebensraumtyp nach der FFH-Richtlinie geschützt ist. Hervorhebenswert ist das flächige Vorkommen von Riesen-Schachtelhalm. In den Quellbächen leben Bachforelle und Bachneunauge. Nahrungsgäste im Gebiet sind Schlagschwirl, Schwarzstorch, Wasseramsel und Gebirgsstelze.